# Чемпионат Европы по выездке
Чемпионат Европы по выездке — проводится начиная с 1963 года каждые два года по нечетным годам. Золотые, серебряные и бронзовые медали присуждаются как в личных, так и в командных дисциплинах. С 2015 года чемпионаты по выездке делят место проведения и брендинг с соревнованиями по конкуру, рейнингу и вольтижировке, что отражает концепцию объединённых Всемирных конных игр.

## История
Первый официальный чемпионат Европы по выездке был проведён в 1963 году. До этого, начиная с 1950-х годов FEI проводило Гран-при, победители которых формально считались чемпионами Европы.
На чемпионате 1963 года, всаднику разрешалось принять участие в соревнованиях на двух лошадях, что позволяло стать призёром дважды. Анри Шаммартен смог воспользоваться данной возможностью на своих лошадях Wolfdietrich и Woerman, став золотым и бронзовым медалистом чемпионата в личной выездке. На этом же чемпионате, сборная Великобритании могла выиграть командный зачёт, опередив сборную Румынии. Однако, поскольку в других командах было максимум два всадника (для команды требуется минимум три всадника), а по регламенту требовалось не менее трёх команд для розыгрыша наград, командные медали не присуждались. Начиная с чемпионата Европы 1965 года сборная Германии выигрывала командные золотые медали на всех чемпионатах Европы, впервые проиграв в 2007 году сборной Нидерландов.
По состоянию на 2023 год, медали разыгрывались в трёх видах программы:
- Командная выездка (первая езда) — принимают участие все заявленные спортсмены, призёры в командной выездке определяются по результатам 3 лучших спортсменов от каждой страны.
- Личная выездка (вторая езда) — открыт для всех завершивших первую езду или для тридцати (30) лучших по результатам первой езды.
- Личный КЮР — открыт для восемнадцать (18) лучших спортсменов по результатам второй езды, включая разделивших 18-е место.

## Медалисты

### Индивидуальные соревнования
| Год  | Место проведения | Дисциплина     | Золото                                       | Серебро                              | Бронза                                       |
| ---- | ---------------- | -------------- | -------------------------------------------- | ------------------------------------ | -------------------------------------------- |
| 1963 | Копенгаген       | Личная выездка | Анри Шаммартен на Wolfdietrich               | Харри Больдт на Remus                | Анри Шаммартен на Woerman                    |
| 1965 | Копенгаген       | Личная выездка | Анри Шаммартен на Wolfdietrich               | Харри Больдт на Remus                | Райнер Климке на Arcadius                    |
| 1967 | Ахен             | Личная выездка | Райнер Климке на Dux                         | Иван Кизимов на Ихоре                | Харри Больдт на Remus                        |
| 1969 | Вольфсбург       | Личная выездка | Лизелотт Линзенхофф на Piaff                 | Иван Кизимов на Ихоре                | Йозеф Некерман на Mariano                    |
| 1971 | Вольфсбург       | Личная выездка | Лизелотт Линзенхофф на Piaff                 | Йозеф Некерман на Van Eick           | Иван Кизимов на Ихоре                        |
| 1973 | Ахен             | Личная выездка | Райнер Климке на Mehmed                      | Елена Петушкова на Пепле             | Иван Калита на Тарифе                        |
| 1975 | Киев             | Личная выездка | Кристин Штюкельбергер на Granat              | Харри Больдт на Woyceck              | Карин Шлютер на Liostro                      |
| 1977 | Санкт-Галлен     | Личная выездка | Кристин Штюкельбергер на Granat              | Харри Больдт на Woyceck              | Уве Шультен-Баумер на Silbowitz              |
| 1979 | Орхус            | Личная выездка | Элизабет Тойрер на Mon Chéri                 | Кристин Штюкельбергер на Granat      | Харри Больдт на Woyceck                      |
| 1981 | Лаксенбург       | Личная выездка | Уве Шультен-Баумер на Madras                 | Кристин Штюкельбергер на Granat      | Габриела Грилло на Galapagos                 |
| 1983 | Ахен             | Личная выездка | Анн Грет Йенсен на Marzog                    | Райнер Климке на Ahlerich            | Уве Зауэр на Montevideo                      |
| 1985 | Копенгаген       | Личная выездка | Райнер Климке на Ahlerich                    | Отто Хофер на Limandus               | Анн Грет Йенсен на Marzog                    |
| 1987 | Гудвуд           | Личная выездка | Маргит Отто-Крепин на Corlandus              | Анн-Катрин Линзенхофф на Courage     | Иоганн Хиннеман на Ideaal                    |
| 1989 | Мондорф          | Личная выездка | Николь Упхофф на Rembrandt                   | Маргит Отто-Крепин на Corlandus      | Анн-Катрин Линзенхофф на Courage             |
| 1991 | Донауэшинген     | Личная выездка | Изабель Верт на Gigolo                       | Николь Упхофф на Rembrandt           | Маргит Отто-Крепин на Corlandus              |
| 1991 | Донауэшинген     | Личный КЮР     | Свен Ротенбергер на Andiamo                  | Клаус Балкенхоль на Goldstern        | Нина Менькова на Диксоне                     |
| 1993 | Липица           | Личная выездка | Изабель Верт на Gigolo                       | Моника Теодореску на Grunox          | Эмиль Фори на Virtu                          |
| 1993 | Липица           | Личный КЮР     | Николь Упхофф на Rembrandt                   | Свен Ротенбергер на Andiamo          | Дьюла Даллош на Aktion                       |
| 1995 | Мондорф          | Личная выездка | Изабель Верт на Gigolo                       | Анки ван Грюнсвен на Gestion Bonfire | Свен Ротенбергер на Bo                       |
| 1997 | Ферден           | Личная выездка | Изабель Верт на Gigolo                       | Анки ван Грюнсвен на Gestion Bonfire | Карин Ребайн на Donnerhall                   |
| 1999 | Арнем            | Личная выездка | Анки ван Грюнсвен на Gestion Bonfire         | Улла Зальцгебер на Rusty             | Арьен Теувиссен на Goliath                   |
| 2001 | Ферден           | Личная выездка | Улла Зальцгебер на Rusty                     | Арьен Теувиссен на Goliath           | Надин Капелльман на Farbenfroh               |
| 2003 | Хикстед          | Личная выездка | Улла Зальцгебер на Rusty                     | Ян Бринк на Briar                    | Беатрис Феррер-Салат на Beauvalais           |
| 2005 | Хаген            | Личная выездка | Анки ван Грюнсвен на Salinero                | Хубертус Шмидт на Wansuela Suerte    | Ян Бринк на Briar                            |
| 2007 | Ла Мандрия       | Личная выездка | Анки ван Грюнсвен на Salinero                | Изабель Верт на Satchmo              | Имке Шеллекенс-Бартельс на Sunrise           |
| 2007 | Ла Мандрия       | Личный КЮР     | Изабель Верт на Satchmo                      | Анки ван Грюнсвен на Salinero        | Имке Шеллекенс-Бартельс на Sunrise           |
| 2009 | Виндзор          | Личная выездка | Аделинде Корнелиссен на Parzival             | Эдвард Гал на Totilas                | Лора Томлинсон на Mistral Højris             |
| 2009 | Виндзор          | Личный КЮР     | Эдвард Гал на Totilas                        | Аделинде Корнелиссен на Parzival     | Анки ван Грюнсвен на Salinero                |
| 2011 | Роттердам        | Личная выездка | Аделинде Корнелиссен на Parzival             | Карл Хестер на Uthopia               | Лора Томлинсон на Mistral Højris             |
| 2011 | Роттердам        | Личный КЮР     | Аделинде Корнелиссен на Parzival             | Карл Хестер на Uthopia               | Патрик Киттель на Scandic                    |
| 2013 | Хернинг          | Личная выездка | Шарлотта Дюжарден на Valegro                 | Хелен Лангеханенберг на Damon Hill   | Аделинде Корнелиссен на Parzival             |
| 2013 | Хернинг          | Личный КЮР     | Шарлотта Дюжарден на Valegro                 | Хелен Лангеханенберг на Damon Hill   | Аделинде Корнелиссен на Parzival             |
| 2015 | Ахен             | Личная выездка | Шарлотта Дюжарден на Valegro                 | Кристина Брёринг-Шпрее на Desperados | Ханс Петер Миндерхауд на Johnson             |
| 2015 | Ахен             | Личный КЮР     | Шарлотта Дюжарден на Valegro                 | Кристина Брёринг-Шпрее на Desperados | Беатрис Феррер-Салат на Delgado              |
| 2017 | Гётеборг         | Личная выездка | Изабель Верт на Weihegold                    | Зёнка Ротенбергер на Cosmo           | Катрин Дюфур на Atterupgaards Cassidy        |
| 2017 | Гётеборг         | Личный КЮР     | Изабель Верт на Weihegold                    | Зёнка Ротенбергер на Cosmo           | Катрин Дюфур на Atterupgaards Cassidy        |
| 2019 | Роттердам        | Личная выездка | Изабель Верт на Bella Rose                   | Дороти Шнайдер на Showtime FRH       | Катрин Дюфур на Atterupgaards Cassidy        |
| 2019 | Роттердам        | Личный КЮР     | Изабель Верт на Bella Rose                   | Дороти Шнайдер на Showtime FRH       | Джессика фон Бредов-Верндль на TSF Dalera BB |
| 2021 | Хаген            | Личная выездка | Джессика фон Бредов-Верндль на TSF Dalera BB | Изабель Верт на Weihegold OLD        | Катрин Дюфур на Bohemian                     |
| 2021 | Хаген            | Личный КЮР     | Джессика фон Бредов-Верндль на TSF Dalera BB | Катрин Дюфур на Bohemian             | Шарлотта Дюжарден на Gio                     |
| 2023 | Ризенбек         | Личная выездка | Джессика фон Бредов-Верндль на TSF Dalera BB | Нанна Скодборг Мерральд на Zepter    | Шарлотта Дюжарден на Imhotep                 |
| 2023 | Ризенбек         | Личный КЮР     | Джессика фон Бредов-Верндль на TSF Dalera BB | Шарлотт Фрай на Glamourdale          | Шарлотта Дюжарден на Imhotep                 |
| 2025 | Шаморин          | Личная выездка |                                              |                                      |                                              |
| 2025 | Шаморин          | Личный КЮР     |                                              |                                      |                                              |

### Командные соревнованиях
| Год  | Место проведения | Золото | Серебро | Бронза |
| ---- | ---------------- | --- | --- | --- |
| 1965 | Копенгаген       | ФРГ Райнер Климке на Arcadius Харри Больдт на Remus Йозеф Некерман на Antoinette                                                                    | Швейцария · Анри Шаммартен на Wolfdietrich · Густав Фишер на Wald · Марианна Госсвейлер на Stephan                                                              | СССР · Иван Калита на Моаре · Иван Кизимов на Ихоре · Елена Петушкова на Пепле                                                                            |
| 1967 | Ахен             | ФРГ Райнер Климке на Dux Харри Больдт на Remus Йозеф Некерман на Mariano                                                                            | СССР · Михаил Копейкин на Корбее · Иван Кизимов на Ихоре · Елена Петушкова на Пепле                                                                             | Швейцария · Анри Шаммартен на Wolfdietrich · Марианна Госсвейлер на Stephan · Хансрюди Томи на Mekka                                                      |
| 1969 | Вольфсбург       | ФРГ Лизелотт Линзенхофф на Piaff Райнер Климке на Dux Йозеф Некерман на Mariano                                                                     | ГДР · Хорст Кёлер на Neuschnee · Вольфганг Мюллер на Marios · Герхард Брокмюллер на Tristan                                                                     | СССР · Иван Калита на Тарифе · Иван Кизимов на Ихоре · Елена Петушкова на Пепле                                                                           |
| 1971 | Вольфсбург       | ФРГ Лизелотт Линзенхофф на Piaff Райнер Климке на Dux Йозеф Некерман на Von Eick                                                                    | СССР · Иван Калита на Тарифе · Иван Кизимов на Ихоре · Елена Петушкова на Пепле                                                                                 | Швеция · Мод фон Росен на Lucky Boy · Улла Хеканссон на Ajax · Андерс Линдгрен на ???                                                                     |
| 1973 | Ахен             | ФРГ Райнер Климке на Mehmed Карин Шлютер на Liostro Лизелотт Линзенхофф на Piaff                                                                    | СССР · Иван Калита на Тарифе · Иван Кизимов на Ихоре · Елена Петушкова на Пепле                                                                                 | Швейцария · Кристин Штюкельбергер на Merry Boy II · Марита Эшбахер на Charlamp · Герман Дюр на Sod                                                        |
| 1975 | Киев             | ФРГ Харри Больдт на Woyceck Карин Шлютер на Liostro Ильзебилль Бехер на Mitsouko                                                                    | СССР · Иван Калита на Тарифе · Михаил Копейкин на ??? · Елена Петушкова на Пепле                                                                                | Швейцария · Кристин Штюкельбергер на Granat · Ульрих Леман на Widin · Дорис Рамзейер на Roch                                                              |
| 1977 | Санкт-Галлен     | ФРГ Харри Больдт на Woyceck Габриела Грилло на Ultimo Уве Шультен-Баумер на Silbowitz                                                               | Швейцария · Кристин Штюкельбергер на Granat on Granat · Ульрих Леман на Widin · Клэр Кох на Scorpio                                                             | СССР · Ирина Карачева на Саиде · Михаил Копейкин на Игроке · Вера Мисевич на Плоте                                                                        |
| 1979 | Орхус            | ФРГ Габриела Грилло на Ultimo Харри Больдт на Woyceck Уве Шультен-Баумер на Silbowitz                                                               | СССР · Виктор Угрюмов на Шквале · Ирина Карачева на Саиде · Елена Петушкова на Абакане                                                                          | Швейцария · Кристин Штюкельбергер на Granat · Ами-Катерин де Бари на Aintree · Ульрих Леман на Widin                                                      |
| 1981 | Лаксенбург       | ФРГ Уве Шультен-Баумер на Madras Габриела Грилло на Galapagos Райнер Климке на Ahlerich                                                             | Швейцария · Кристин Штюкельбергер на Granat · Ами-Катерин де Бари на Aintree · Ульрих Леман на Widin                                                            | СССР · Юрий Ковшов на Игроке · Вера Мисевич на Плоте · Татьяна Ненахова на Гаруне                                                                         |
| 1983 | Ахен             | ФРГ Уве Шультен-Баумер на Madras Уве Зауэр на Montevideo Хуберт Круг на Muscadeur Райнер Климке на Ahlerich                                         | Дания · Анн Грет Йенсен на Marzog · Финн Саксё-Ларсен на Coq d’Or · Торбен Ульсё Олсен на Patricia · Рени Игельски на Baloo                                     | Швейцария · Отто Хофер на Limandus · Клэр Кох на Beau Geste II · Кристин Штюкельбергер на Achat · Ами-Катерин де Бари на Aintree                          |
| 1985 | Копенгаген       | ФРГ Райнер Климке на Ahlerich Тильман Мейер цу Эрпен на Tristan Уве Зауэр на Montevideo Уве Шультен-Баумер на Madras                                | Дания · Анн Грет Йенсен на Marzog · Эрнст Йессен на Why Not · Торбен Ульсё Олсен на Patricia · Йеспер Фрисман на Clermont                                       | СССР · Ольга Климко на Рухе · Елена Петушкова на Хевсуре · Юрий Ковшов на Букете · Владимир Ланюгин на Кузнеце                                            |
| 1987 | Гудвуд           | ФРГ Анн-Катрин Линзенхофф на Courage Иоганн Хиннеман на Ideaal Хуберт Круг на Floriano Гина Капельман на Ampere                                     | Швейцария · Даниэль Рамзейер на Orlando · Отто Хофер на Limandus · Ульрих Леман на Xanthos · Кристин Штюкельбергер на Gauguin de Lully                          | Нидерланды · Аннемари Сандерс-Кейзер на Amon · Хелен Обер на Mr. X · Тинеке Бартельс на Duco · Берт Рюттен на Robby                                       |
| 1989 | Мондорф          | ФРГ Николь Упхофф на Rembrandt Анн-Катрин Линзенхофф на Courage Изабель Верт на Weingart Моника Теодореску на Ganimedes                             | СССР · Нина Менькова на Диксоне · Юрий Ковшов на Букете · Ольга Климко на Шиповнике · Ольга Удоденко на Ведурие                                                 | Швейцария · Отто Хофер на Andiamo · Даниэль Рамзейер на Random · Самюэль Шацман на Rochus · Ульрих Леман на Xanthos                                       |
| 1991 | Донауэшинген     | Германия · Изабель Верт на Gigolo · Николь Упхофф на Rembrandt · Клаус Балкенхоль на Goldstern · Свен Ротенбергер на Andiamo                        | СССР · Нина Менькова на Диксоне · Юрий Ковшов на Букете · Инна Жураковская на Подгоне · Ольга Климко на Шиповнике                                               | Нидерланды · Анки ван Грюнсвен на Gestion Bonfire · Шефке Янссен на Bo · Тинеке Бартельс на Duphar’s Courage · Эллен Бонтье на Larius                     |
| 1993 | Липица           | Германия · Николь Упхофф на Grand Gilbert · Клаус Балкенхоль на Goldstern · Моника Теодореску на Grunox · Изабель Верт на Gigolo                    | Великобритания · Ферди Элберг на Arun Tor · Ричард Дэвисон на Master JCB · Лора Фрай на Quarryman · Эмиль Фори на Virtu                                         | Нидерланды · Жанетт Хазен на Windsor · Лейда Стрйк на Jewel · Сююзан ван Кёйк на Mr Jackson · Гоннелин Ротенбергер на Ideaal                              |
| 1995 | Мондорф          | Германия · Николь Упхофф на Rembrandt · Клаус Балкенхоль на Goldstern · Изабель Верт на Gigolo · Мартин Шойдт на Durgo                              | Нидерланды · Тинеке Бартельс на Barbria · Эллен Бонтье на Silvano · Свен Ротенбергер на Bo · Анки ван Грюнсвен на Gestion Bonfire                               | Франция · Доминик Брессель на Akazie · Доминик д’Эсм на Arnoldo Thor · Маргит Отто-Крепин на Lucky Lord · Мари-Элен Сир на Marlon                         |
| 1997 | Ферден           | Германия · Изабель Верт на Gigolo · Карин Ребайн на Donnerhall · Улла Зальцгебер на Rusty · Надин Капелльман на Gracioso                            | Нидерланды · Свен Ротенбергер на Weyden · Гоннелин Ротенбергер на Bo · Анки ван Грюнсвен на Gestion Bonfire · Эллен Бонтье на Silvano                           | Швеция · Ян Бринк на Kleber Martini · Луиза Натхорст на Walk On Top · Аннет Сольмелл на Strauss · Улла Хеканссон на Bobby                                 |
| 1999 | Арнем            | Германия · Надин Капелльман на Gracioso · Александра Зимонс де Риддер на Chacomo · Улла Зальцгебер на Rusty · Изабель Верт на Anthony               | Нидерланды · Анки ван Грюнсвен на Gestion Bonfire · Эллен Бонтье на Silvano · Коби ван Баален на Ferro · Арьен Теувиссен на Goliath                             | Дания · Лоне Йоргенсен на Kennedy · Ларс Петерсен на Cavan · Йон Педерсен на Esprit d’Valdemar · Анне ван Ольст на Any How                                |
| 2001 | Ферден           | Германия · Надин Капелльман на Farbenfroh · Хайке Кеммер на Albano · Улла Зальцгебер на Rusty · Изабель Верт на Anthony                             | Нидерланды · Эллен Бонтье на Silvano · Арьен Теувиссен на Goliath · Гоннелин Ротенбергер на Weyden · Анки ван Грюнсвен на Idool                                 | Дания · Йон Педерсен на Esprit d’Valdemar · Лоне Йоргенсен на Kennedy · Ларс Петерсен на Cavan · Натали цу Сайн-Витгенштейн на Fantast                    |
| 2003 | Хикстед          | Германия · Улла Зальцгебер на Rusty · Хайке Кеммер на Bonaparte · Клаус Хузенбет на Piccolino · Изабель Верт на Satchmo                             | Испания · Беатрис Феррер-Салат на Beauvalais · Рафаэль Сото на Invasor · Игнасио Рамбла на Distinguido · Хуан Антонио Хименес на Guizo                          | Великобритания · Эмма Хиндл на Weltmeyer · Никола Макгиверн на Active Walero · Ричард Дэвисон на Ballaseyr Royale · Эмиль Фори на Rascher Hopes           |
| 2005 | Хаген            | Германия · Хайке Кеммер на Bonaparte · Хубертус Шмидт на Wansuela Suerte · Анн-Катрин Линзенхофф на Sterntaler · Клаус Хузенбет на Piccolino        | Нидерланды · Анки ван Грюнсвен на Salinero · Эдвард Гал на Lingh · Лоренс ван Лирен на Ollright · Свен Ротенбергер на Barclay II                                | Испания · Беатрис Феррер-Салат на Beauvalais · Хуан Антонио Хименес на Guizo · Игнасио Рамбла на Distinguido · Хосе Игнасио Лопес на Nevado Santa Clara · |
| 2005 | Хаген            | Германия · Хайке Кеммер на Bonaparte · Хубертус Шмидт на Wansuela Suerte · Анн-Катрин Линзенхофф на Sterntaler · Клаус Хузенбет на Piccolino        | Нидерланды · Анки ван Грюнсвен на Salinero · Эдвард Гал на Lingh · Лоренс ван Лирен на Ollright · Свен Ротенбергер на Barclay II                                | Швеция · Ян Бринк на Briar · Тинне Вильхельмсон-Сильвен на Just Mickey · Кристиан фон Крусенштерна на Wilson · Луиза Натхорст на Guinness                 |
| 2007 | Ла Мандрия       | Нидерланды · Ханс Петер Миндерхауд на Nadine · Лоренс ван Лирен на Ollright · Анки ван Грюнсвен на Salinero · Имке Шеллекенс-Бартельс на Sunrise    | Германия · Моника Теодореску на Whisper · Эллен Шультен-Баумер на Donatha · Надин Капелльман на Elvis VA · Изабель Верт на Satchmo                              | Швеция · Пер Сандгаард на Orient · Луиза Натхорст на Isidor · Тинне Вильхельмсон-Сильвен на Solos Carex · Ян Бринк на Briar                               |
| 2009 | Виндзор          | Нидерланды · Имке Шеллекенс-Бартельс на Sunrise · Аделинде Корнелиссен на Parzival · Анки ван Грюнсвен на Salinero · Эдвард Гал на Totilas          | Великобритания · Мариа Эйлберг на Two Sox · Карл Хестер на Liebling II · Лора Томлинсон на Mistral Højris · Эмма Хиндл на Lancet                                | Германия · Зузанна Лебек на Potomac · Эллен Шультен-Баумер на Donatha · Маттиас Александер Рат на Sterntaler · Моника Теодореску на Whisper               |
| 2011 | Роттердам        | Великобритания · Эмиль Фори на Elmegardens Marquis · Шарлотта Дюжарден на Valegro · Карл Хестер на Uthopia · Лора Томлинсон на Mistral Højris       | Германия · Хелен Лангеханенберг на Damon Hill · Кристоф Кошель на Donnperignon · Изабель Верт на El Santo · Маттиас Александер Рат на Totilas                   | Нидерланды · Зандер Марейниссен на Moedwill · Ханс Петер Миндерхауд на Nadine · Эдвард Гал на Sisther de Jeu · Аделинде Корнелиссен на Parzival           |
| 2013 | Хернинг          | Германия · Фабинне Люткемайер на d’Agostino · Изабель Верт на Don Johnson · Кристина Шпрее на Desperados · Хелен Лангеханенберг на Damon Hill       | Нидерланды · Даниэль Хейкоп на Siro · Ханс Петер Миндерхауд на Romanov · Эдвард Гал на Undercover · Аделинде Корнелиссен на Parzival                            | Великобритания · Шарлотта Дюжарден на Valegro · Карл Хестер на Uthopia · Майкл Эйлберг на Half Moon Delphi · Гарет Хьюз на Nadonna                        |
| 2015 | Ахен             | Нидерланды · Патрик ван дер Меер на Uzzo · Ханс Петер Миндерхауд на Johnson · Эдвард Гал на Undercover · Дидерик ван Силфхут на Arlando             | Великобритания · Шарлотта Дюжарден на Valegro · Карл Хестер на Nip Tuck · Майкл Эйлберг на Marakov · Фиона Бигвуд на Atterupgaards Orthilia                     | Германия · Джессика фон Бредов-Верндль на Unee · Изабель Верт на Don Johnson · Кристина Брёринг-Шпрее на Desperados · Маттиас Александер Рат на Totilas   |
| 2017 | Гётеборг         | Германия · Хелен Лангеханенберг на Damsey · Дороти Шнайдер на Sammy Davis Jr. · Зёнка Ротенбергер на Cosmo · Изабель Верт на Weihegold              | Дания · Агнете Кирк Тинггаард на Jojo · Анна Зибрандтсен на Arlando · Анна Каспржак на Donnperignon · Катрин Дюфур на Atterupgaards Cassidy                     | Швеция · Рос Матисен на Zuidenwind · Тинне Вильхельмсон-Сильвен на Paridon Magi · Тереза Нильсхаген на Dante Weltino · Патрик Киттель на Delaunay         |
| 2019 | Роттердам        | Германия · Джессика фон Бредов-Верндль на TSF Dalera BB · Дороти Шнайдер на Showtime FRH · Зёнка Ротенбергер на Cosmo · Изабель Верт на Bella Rose  | Нидерланды · Анне Мелендейкс на Avanti · Ханс Петер Миндерхауд на Dream Boy · Эммили Схолтенс на Desperado · Эдвард Гал на Zonik                                | Швеция · Антония Рамель на Brother de Jeu · Юлиетт Рамель на Buriel · Тереза Нильсхаген на Dante Weltino · Патрик Киттель на Well Done de la Roche        |
| 2021 | Хаген            | Германия · Джессика фон Бредов-Верндль на TSF Dalera BB · Дороти Шнайдер на Faustus · Изабель Верт на Weihegold · Хелен Лангеханенберг на Annabelle | Великобритания · Шарлотта Дюжарден на Gio · Гарет Хьюз на Sintano · Карл Хестер на En Vogue · Шарлотт Фрай на Everdale                                          | Дания · Катрин Дюфур на Bohemian · Даниэль Бахман Андерсен на Marshall-Bell · Нанна Скодборг Мерральд на Orthilia · Шарлотт Хееринг на Bufranco           |
| 2023 | Ризенбек         | Великобритания · Гарет Хьюз на Fame · Карл Хестер на Classic Briolinca · Шарлотта Дюжарден на Imhotep · Шарлотт Фрай на Glamourdale                 | Германия · Маттиас Александер Рат на Thiago GS · Изабель Верт на DSP Quantaz · Фредерик Вандрес на Bluetooth OLD · Джессика фон Бредов-Верндль на TSF Dalera BB | Дания · Даниэль Бахман Андерсен на Vayron · Андреас Хельгстранд на Jovian · Карина Кассо Крют на Heiline’s Danciera · Нанна Скодборг Мерральд на Zepter   |
| 2025 | Шаморин          | | | |

## Медальный зачёт (1963—2023)
| Место           | Страна          | Золото | Серебро | Бронза | Всего |
| --------------- | --------------- | ------ | ------- | ------ | ----- |
| 1               | Германия        | 49     | 26      | 15     | 90    |
| 2               | Нидерланды      | 10     | 13      | 12     | 35    |
| 3               | Великобритания  | 6      | 7       | 8      | 21    |
| 4               | Швейцария       | 4      | 7       | 7      | 18    |
| 5               | Дания           | 1      | 5       | 9      | 15    |
| 6               | Франция         | 1      | 1       | 2      | 4     |
| 7               | Австрия         | 1      | 0       | 0      | 1     |
| 8               | СССР            | 0      | 10      | 8      | 18    |
| 9               | Швеция          | 0      | 1       | 8      | 9     |
| 10              | Испания         | 0      | 1       | 3      | 4     |
| 11              | ГДР             | 0      | 1       | 0      | 1     |
| 12              | Венгрия         | 0      | 0       | 1      | 1     |
| Всего стран: 12 | Всего стран: 12 | 72     | 72      | 73     | 217   |

- По умолчанию таблица отсортирована по убыванию количества золотых медалей. Для сортировки по другому признаку необходимо нажать рядом с названием столбца.
- Германия объединяет медали Германии и ФРГ.